# Municipio de Brown (Misuri)
El municipio de Brown (en inglés: Brown Township) es un municipio ubicado en el condado de Douglas en el estado estadounidense de Misuri. En el año 2010 tenía una población de 236 habitantes y una densidad poblacional de 2,54 personas por km².

## Geografía
El municipio de Brown se encuentra ubicado en las coordenadas 36°50′47″N 92°28′22″O / 36.84639, -92.47278. Según la Oficina del Censo de los Estados Unidos, el municipio tiene una superficie total de 92.8 km², de la cual 92,58 km² corresponden a tierra firme y (0,24 %) 0,22 km² es agua.

## Demografía
Según el censo de 2010, había 236 personas residiendo en el municipio de Brown. La densidad de población era de 2,54 hab./km². De los 236 habitantes, el municipio de Brown estaba compuesto por el 89,41 % blancos, el 2,54 % eran amerindios, el 2,97 % eran asiáticos y el 5,08 % eran de una mezcla de razas. Del total de la población el 0 % eran hispanos o latinos de cualquier raza.